# Þórgunnr Vagnadóttir
Þórgunnr Vagnadóttir (c. 1030) fue una dama noble danesa, hija de Vagn Åkesson e Ingeborg Torkelsdatter, hija de Thorkel Leira de  Viken. Era bisnieta de Palnatoke, el legendario caudillo de los jomsvikings.
Se casó con Thrugot Ulfsson Fagerskinna, hijo de Ulf el gallego y de esa relación nacieron tres hijos: Bothild Thorgunnsdatter, Svend Thrugotsen y Astrad Thrugotsen.